# Radical Faeries
 (décembre 2010).
Si vous disposez d'ouvrages ou d'articles de référence ou si vous connaissez des sites web de qualité traitant du thème abordé ici, merci de compléter l'article en donnant les références utiles à sa vérifiabilité et en les liant à la section « Notes et références ».

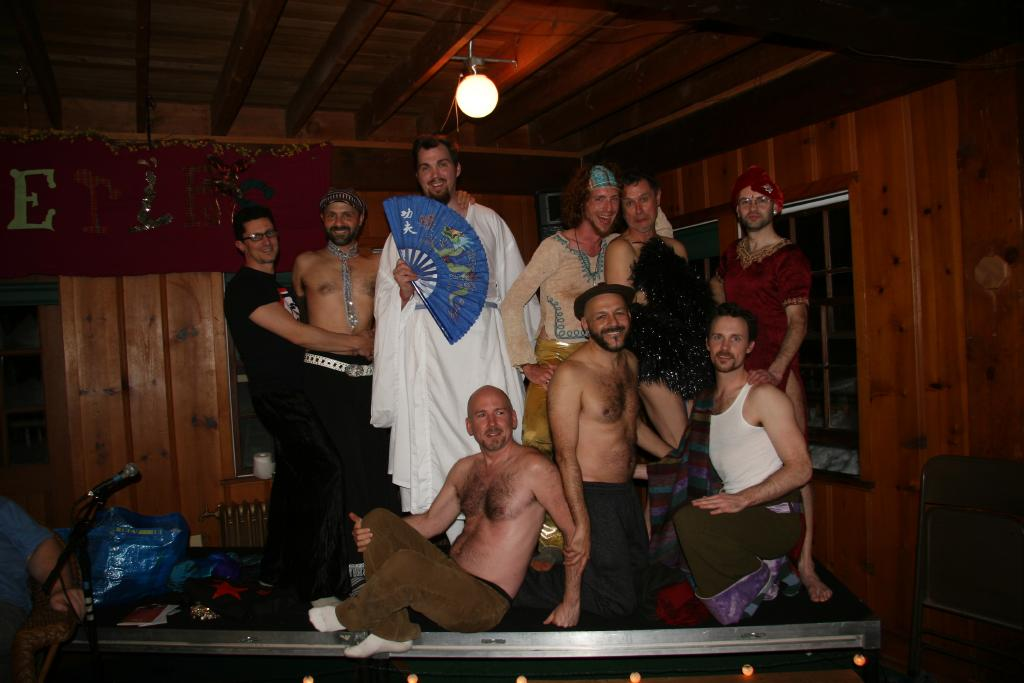
Radical Faeries à Breitenbush (Oregon), en 2008

Radical Faeries (littéralement Fées radicales) est un groupe international né au sein la contre-culture des années 1970 en Californie, aux États-Unis et principalement constitué de gays cherchant à rejeter le modèle hétérocentriste et à redéfinir l'identité gay ; beaucoup sont également adeptes du paganisme. 
Les Faeries mettent au défi la commercialisation et les aspects patriarcaux de la vie moderne des gays en célébrant des rituels païens et en adaptant les concepts de vie rurale et d'écologie aux technologies modernes, comme faisant partie de leur expression créative. Les membres incarnent la fée ou les idéaux féminisés chez les gays, tout en étant indépendants, contre l'ordre établi, et centrés sur la communauté.
Les Faeries ont influencé le film de John Cameron Mitchell Shortbus.
Les communautés de la Radical Faerie s'inspirent des aborigènes ou des amérindiens, des spiritualités traditionnelles, spécialement celles qui intègrent les gays ou l'homosexualité. Les Radical Faeries utilisent un cercle central (cercle du cœur), la vie en communauté, la prise de décision consensuelle, la danse, la séduction, des rituels païens, du tambour, le sexe et la magie afin d'examiner ce que cela veut dire être humain à part entière en étant également gay. Au début, le mouvement était exclusivement ouvert aux hommes gays, cependant la plupart des communautés sont à présent ouvertes à tous les genres et orientations sexuelles. Les communautés radicales féeriques pratiquent une spiritualité à thématique queer associée à la politique, au paganisme ou néopaganisme, au féminisme, à la libération des genres et peut envelopper n'importe quelle religion et toutes à la fois, ou même un manque religieux[réf. nécessaire].

## Histoire
En 1979, Harry Hay, son compagnon John Burnside, Don Kilhefner (en) et Mitch Walker, vétérans des différentes étapes de la libération des gays, émit un appel pour la « Conférence Spirituelle des Radical Faeries ». Ceux qui répondirent à l'appel se présentèrent à un ashram à Benson, au cours du week-end du 1er septembre (Fête du Travail). Hay présenta l'idée de fusionner la spiritualité au mouvement de libération des gays, reconnaissant l'isolement et la déconnexion qui font que les gays grandissent avec une blessure spirituelle qui réclame une guérison spirituelle. Le but des cocréateurs du mouvement Radical Féerique était de rendre cette guérison spirituelle possible à travers différents moyens.
Certains Radical Faeries se demandent quel type de société émergerait si les gays se réunissaient ensemble et s'écartaient pour explorer leur voix intérieure au sein d'une culture propre complètement gaye. Une telle recherche conduisit à des Rassemblements Féeriques pouvant s'étendre d'un jour ou deux à une semaine ou plus où de nouveaux chemins spontanés de rapprochement pouvaient émerger.
À l'instar des tendances hippies, néopaïennes, écologiques et écoféministes de l'époque, les rassemblements avaient lieu à l'extérieur en des lieux de nature. À cette fin, diverses communautés radical féeriques ont créé des sanctuaires dans plusieurs lieux ruraux.

## Philosophie
Identifier la doctrine qui caractériserait les Faeries semble une aventure hasardeuse, pouvant parfois donner l'impression de décrire une contradiction. En fait, si un postulat de base devait être identifié, et bien il soulignerait probablement l'importance de poser la primauté des caractéristiques d'une individualité mouvante, non identifiable et inappropriable. De plus, jamais leurs identités ne devraient ni ne pourraient être réduite aux intérêts d'un groupe, même si c'est celui des Faeries.
Aux dires de Stuart (biographe de Harry Hay), il est possible de reconnaître de façon plus générale, trois aspects principaux fondant l'architecture du mouvement: une alternative politique, une contre-culture et un mouvement spirituel. Selon Hennen, il est possible de discerner au sein du groupe des caractéristiques provenant de sources différentes. L'on peut noter l'importance du néopaganisme et certaines doctrines polythéistes au sein des sources d'influence provenant plus précisément des Amérindiens et de la spiritualité New Age. Ensuite, il est possible de noter des composantes issues des théories souvent critique du modèle dominant tel que le marxisme, le féminisme, l'anarchisme. Finalement, l'individualisme radical, les réflexions du mouvement mythopoétique tentant d'interpréter les obstacles rencontrés par les hommes à l'aide de mythes ou de contes de fées, ainsi qu'une certaine culture thérapeutique axée entre autres sur l'auto-réalisation et l'accomplissement de soi sont observables au sein du groupe.
Somme toute, définir la Radical Faerie est un défi semblable à celui de définir l'Être humain, vu qu'en toute dernière fin, les aspects de la vie qui ont un sens sont expérimentés, et rarement exprimés efficacement à travers une description. 

## Rassemblements féeriques
Les rassemblements féeriques sont un espace entre les mondes. En général, les Radical Faeries célèbrent les huit fêtes païennes de l'année : Samhain (Halloween), Yule (solstice d'hiver), Imbolc (Chandeleur), Ostara (équinoxe de printemps), Beltane (Premier mai), Litha (solstice d'été), Lughnasadh (Lammas) et Mabon (équinoxe d'automne). On tient fréquemment des réunions selon le calendrier de ces fêtes. Un rituel au rassemblement peut inclure des chandelles, des feux, des prières, du chant, des banderoles, des drag queens chamarrées, de la musique rituelle, des loges de sudation, des danses du feu, du tambour, des courses nues dans les bois, des tournoiements Sufi et des danses en spirale. La nudité rituelle est commune, et comme toujours, les radical Faeries s'inspirent de l'Amérique Aborigène.
Certains Radical Faeries soutiennent que l'âme gay est reliée au monde naturel, que le peuple gay est appelé par la Grande Déesse à être les gardiens du monde spirituel. Comme signe de cette connexion spirituelle, beaucoup de Radical Faeries prennent un nom de rituel, qu'ils appellent « nom féerique ». Cette tradition s'inspire de la tradition du « Nom médecine » des Amérindiens. Dans les traditions amérindiennes, un chaman octroie aux initiés leur nom médecine. La tradition du nom féerique est semblable, bien que les Radical Faeries choisissent habituellement leur propre nom féerique.
Le cercle du cœur est central à la manière de vivre des Radical Faeries et a émergé de leur idéal consensuel. Le cercle du cœur est basé sur une opposition théorique à la hiérarchie, et vient des politiques « radicales » et de l'idée que Hay formula sur la conscience « sujet-SUJET » (mis en majuscule par Hay pour le souligner). Il inclut des aspects de différents groupes de thérapie, potentiel-humain et élévation de la conscience. Chaque jour, aux rassemblements, ce groupe se forme pour discuter, pour l'évolution et la guérison émotionnelle. Le cercle du cœur est un endroit où partager les pensées et les sentiments, pour guérir, prendre des décisions et développer une compréhension plus approfondie de ce que « être gay » veut dire. Cela peut également être un lieu de confrontation, d'examen impassible des croyances les plus profondes de quelqu'un, de ses compréhensions, et de ses erreurs. Le principe du « désaccord », enraciné dans la tradition du « contraire » de certaines tribus des indiens des plaines, est un premier principe Radical Féerique.
L'informalité, l'acceptation, et la flamboyance de l'habillement (ou de son absence) sont la norme aux rassemblements, qui sont tenus à travers le monde. Traditionnellement, ils ont lieu en milieu rural, bien que certaines réunions urbaines ont lieu, tel que le « Vancouver Green Body Gathering », organisé chaque année au Canada.

## Sanctuaires
Les sanctuaires de la Radical Faerie — des terres rurales ou des bâtiments urbains où les Faeries se rassemblent pour vivre une vie communautaire-existent à présent eu Amérique du Nord, en Europe, en Asie et en Australie.

## Presse
RFD Magazine, qui est antérieure au mouvement radical féerique, inclut souvent des informations sur les Radical Faeries. Le White Crane Journal, un journal de Culture et de Sagesse gay, est édité par les radical Faeries et a inclus beaucoup d'articles sur la conscience radicale féerique.

#### Communautés
- Web Portal for Radical Faeries
- EuroFaeries website
- AsianFaeries
- Paganism and Gay Spirituality: A Survey of Radical Faeries in Asheville, North Carolina
- FAQ about the QueerNet Faerie Email List: online radical faerie community since 1996
- New York City Radical Faeries

#### Sanctuaires
- Faerie Camp Destiny in Vermont
- FolleTerre Faerie Sanctuary in France
- Zuni Mountain Sanctuary in New Mexico
- Nomenus Sanctuary in Oregon
- Kawashaway Sanctuary of the Northwoods Radical Faeries